# 乌姆普夸国家森林

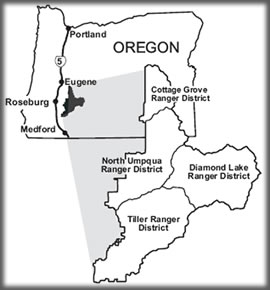
乌姆普夸国家森林周边地图

乌姆普夸国家森林（英語：Umpqua National Forest）位于俄勒冈州南部的喀斯喀特山脉，面积983,129英畝（3,978.58平方），分布于道格拉斯縣、雷恩縣和傑克遜縣，与火山口湖國家公園接壤。森林由美国国家森林局，行政中心位于罗斯堡。